# Чековник
Чековник (словен. Čekovnik, итал. Ceconico) је насељено место у општини Идрија, Горишка регија, Словенија.

## Историја
До територијалне реорганизације у Словенији био је у саставу старе општине Идрија.

## Становништво
У попису становништва из 2011. године, Чековник је имао 131 становника.
| Број становника према пописима | Број становника према пописима | Број становника према пописима |
| ------------------------------ | ------------------------------ | ------------------------------ |
| 1991                           | 2002                           | 2011                           |
| 136                            | 144                            | 131                            |

Напомена: Године 1963. умањено за део насеља који је припојен насељу Идријска Бела. Године 2006. повећано за део насеља Средња Каномља, а смањено за део насеља које је проглашено за ново самостално насеље Рејцов Грич, а затим увећано за део насеља Рејцов Грич.